# Charlotte Rhodes

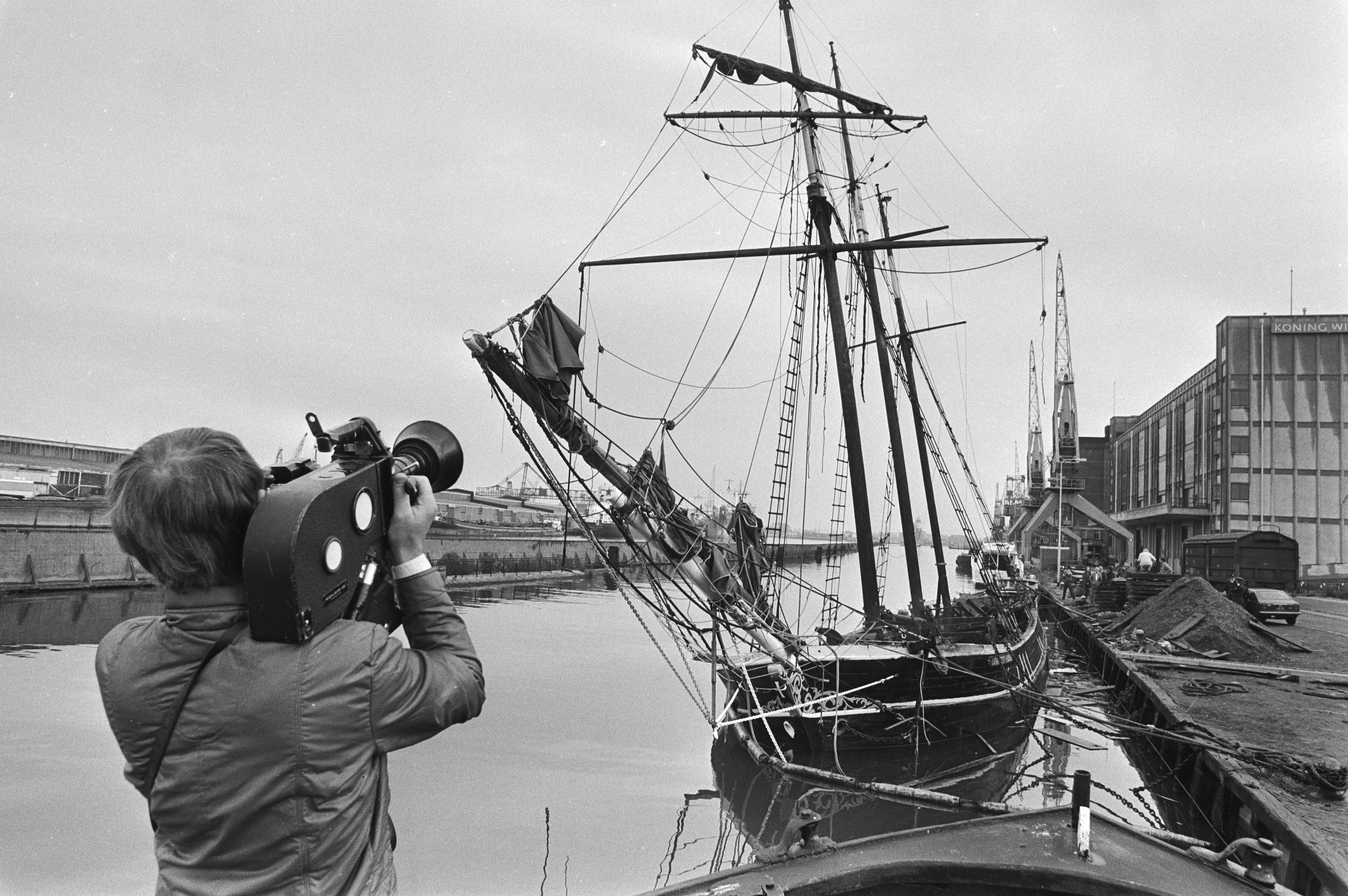
Charlotte Rhodes in Amsterdam, 12. Okt. 1979

Die Charlotte Rhodes war ein Dreimast-Topsegelschoner, welcher durch die Mitwirkung in der erfolgreichen BBC TV-Serie „The Onedin Line“ international bekannt wurde.

## Geschichte
Das Schiff wurde 1904 in Fjelleborn (Dänemark)  gebaut und war lange Jahre als Frachtensegler unterwegs. Ende der 1960er Jahre lag es ungenutzt und heruntergekommen in einem dänischen Hafen. Es wurde von einem pensionierten britischen Flugkapitän entdeckt und restauriert. Ab 1971 charterte die BBC das Schiff für die Dreharbeiten zur Onedin-Linie. Hier war sie leicht an ihrem schwarzen Rumpf und den roten Segeln zu erkennen. Am 12. Oktober 1979 wurde die Charlotte Rhodes im Hafen von Amsterdam durch Brandstiftung zerstört.